# Svensk amatörastronomisk förening
Svensk AmatörAstronomisk Förening (SAAF) är en rikstäckande ideell organisation för astronomiföreningar, med stark inriktning på amatörastronomi, riksträffar mellan amatörastronomer, aktivt vetenskapligt sektionsarbete, nätverkande och informationsspridning. Föreningen ger ut tidningen Telescopium.

## Historia
1972 bildades den samnordiska föreningen Scandinavian Union of Amateur Astronomers, SUAA, vars verksamhet i huvudsak baserades på aktiva sektioner: Beräkningar, Meteorer och kometer, Solen och Variabla stjärnor.
Trots att det var en samnordisk förening hade SUAA huvudsakligen svenska medlemmar.  Då SUAA upplöstes 1982 bildades istället den svenska föreningen SAAF, som byggde upp verksamheten med de fria sektionerna som grundval
1998 slogs SAAF samman med Astronomi och Rymdfartsfrämjandet, ARF.

## Sektioner
Nuvarande sektioner inom SAAF är:
- Astrofoto - för alla som har astronomisk fotografering som hobby.
- Astronomihistoria - sektionen för alla intresserade av tidigare svensk amatörastronomi: personer, föreningar, observatorier, evenemang och berättelser.
- Djuprymd - studerar deep-sky-objekt: studerar vi dubbelstjärnor, stjärnhopar, nebulosor och galaxer.
- Fjärrteleskop - driver och utvecklar SAAF:s fjärrteleskop i Spanien.
- Solsystemet - studerar solsystemet samt samlar information om upptäckter och observationer om planeter, kometer och asteroider.
- Variabler - observerar och samlar data om variabla stjärnor och andra objekt som varierar i ljusstyrka.